# Ringintelu
Ringintelu is een bestuurslaag in het regentschap Banyuwangi van de provincie Oost-Java, Indonesië. Ringintelu telt 6334 inwoners (volkstelling 2010).